# Robert Duvall

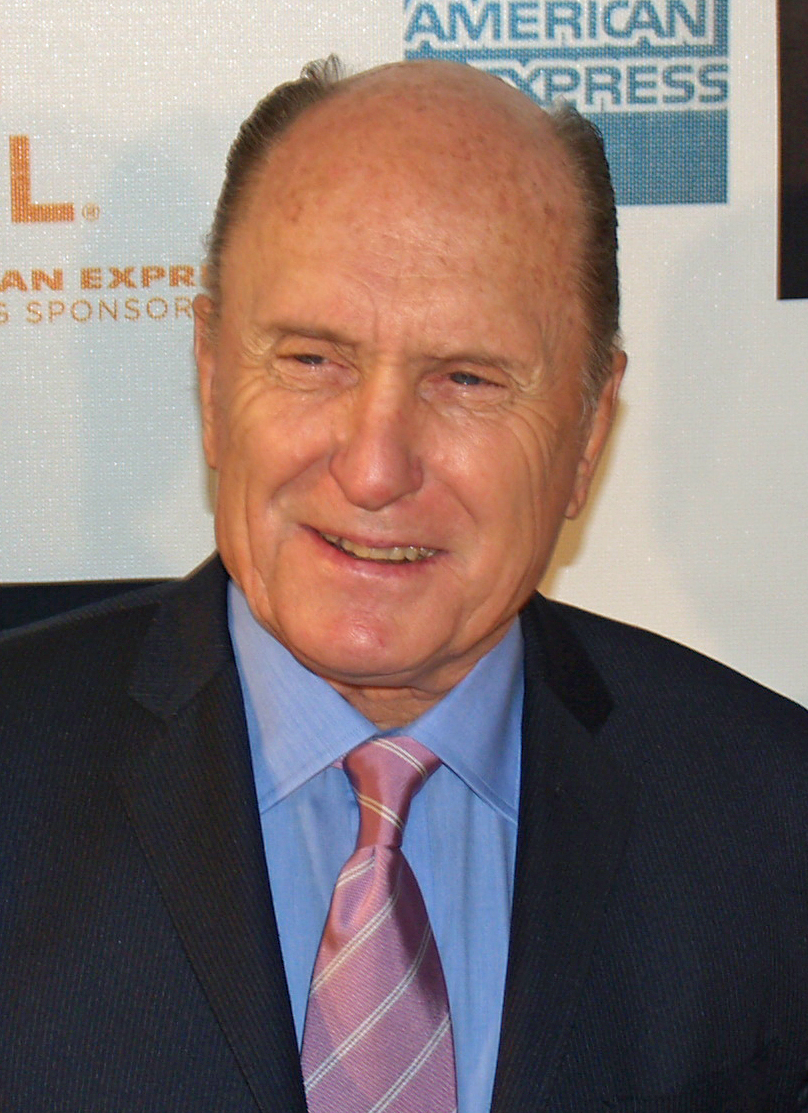
Robert Duvall, 2007

Robert Selden Duvall (* 5. Januar 1931 in San Diego, Kalifornien) ist ein US-amerikanischer Schauspieler und Regisseur. Er gilt als einer der führenden US-amerikanischen Charakterdarsteller und spielte in Filmklassikern wie Der Pate und Apocalypse Now. 1984 wurde er für Comeback der Liebe mit dem Oscar als bester Hauptdarsteller ausgezeichnet.

## Leben
Robert Selden Duvall ist der Sohn von Mildred Virginia, einer Amateurschauspielerin und Nachfahrin von General Robert Edward Lee, den Duvall in dem Film Gods and Generals verkörperte, und von William Howard Duvall, einem Admiral der United States Navy. Er wurde nach dem Glauben der Christian Science erzogen und wuchs in einem militärischen Umfeld auf. Er zog mit seinem Vater von Militärbasis zu Militärbasis. Dadurch besuchte er mehrere Schulen in verschiedenen Staaten. Nach seinem Abschluss am Principia College leistete er 1953/1954 seinen Militärdienst in der United States Army ab; zuletzt hatte er den Rang eines Private First Class. Während seiner Dienstzeit auf der Militärbasis Camp Gordon in Georgia spielte er bereits als Amateur am Theater, beispielsweise im Stück Room Service, sodass er nach seiner Dienstzeit Gebrauch von der G. I. Bill of Rights machte, um in New York an der Neighborhood Playhouse School of the Theatre unter Sanford Meisner Schauspiel zu studieren. Während seiner zweijährigen Ausbildungszeit waren Dustin Hoffman, Gene Hackman und James Caan seine Klassenkameraden. Während er sein Studium mit der Arbeit in einem Postamt finanzierte, teilte er sich mit Hoffman ein New Yorker Apartment.
In den späten 1950er Jahren arbeitete Duvall an diversen Theatern und am Broadway. Nach mehreren Rollen in Fernsehserien gab er 1962 in Wer die Nachtigall stört neben Gregory Peck sein Spielfilmdebüt. Zu dieser Zeit lebte er in einer Wohngemeinschaft mit Gene Hackman und Dustin Hoffman. Alle drei gelten als wichtige Vertreter der New-Hollywood-Bewegung.

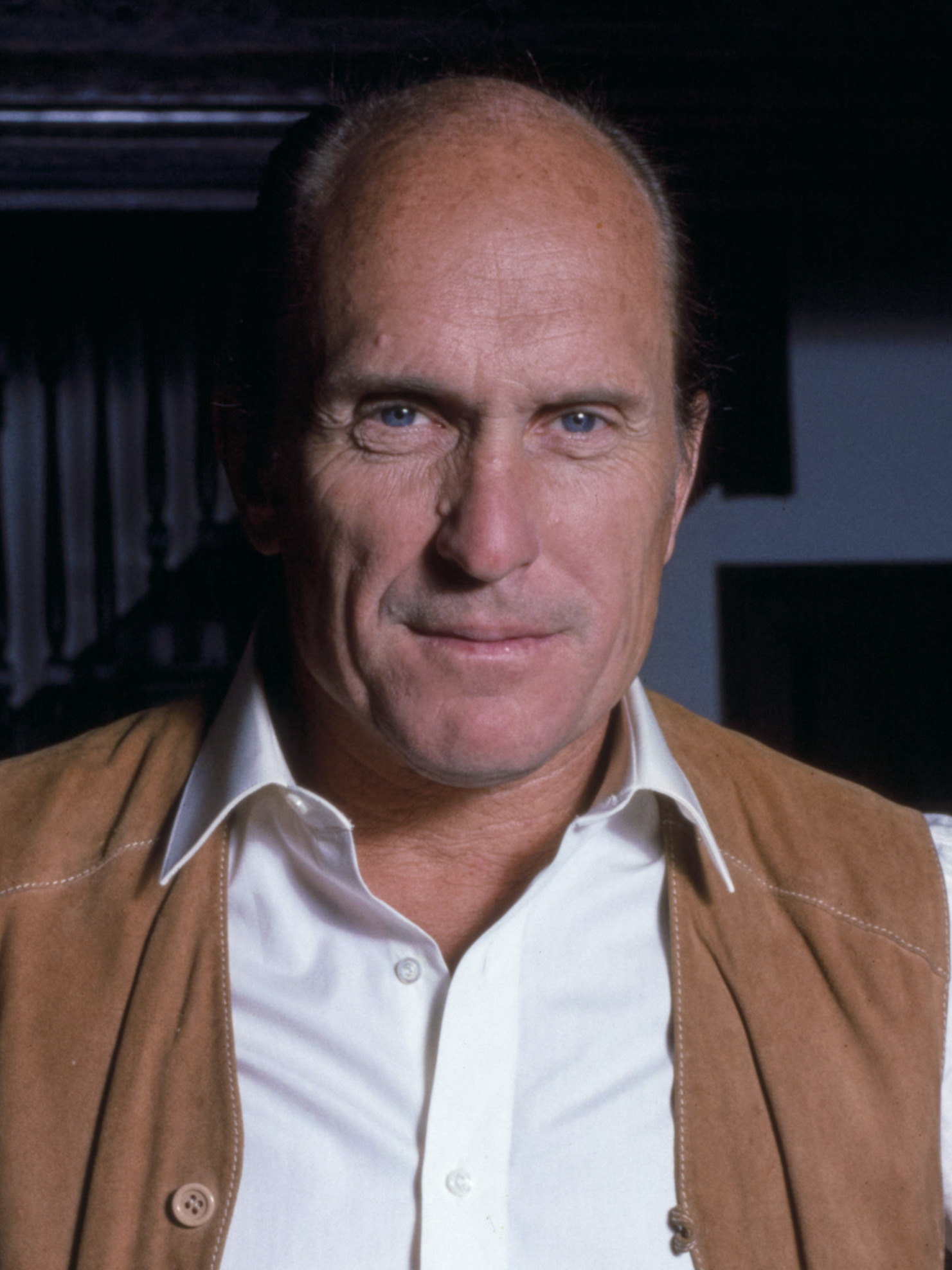
Robert Duvall, 1984

Viele Filme, an denen Duvall beteiligt war, gelten als Klassiker, so etwa Der Marshal, Robert Altmans M*A*S*H, Der Pate 1 & 2, George Lucas’ Frühwerk THX 1138, Der große Santini, Comeback der Liebe, Network und Der Unbeugsame. Für Francis Ford Coppolas Der Pate und Apocalypse Now sowie für Der große Santini war er für einen Oscar nominiert. Die HBO-Produktion Stalin, in der er die Titelrolle spielte, brachte ihm einen von insgesamt vier Golden Globe Awards ein. 1984 erhielt Duvall für Comeback der Liebe einen Oscar als bester Hauptdarsteller.
Außerdem wirkte er in den Erfolgsfilmen Deep Impact, Zivilprozess, Nur noch 60 Sekunden, The 6th Day und John Q – Verzweifelte Wut mit. Nebenbei ist er auch als Autor, Regisseur und Musiker tätig. 1977 inszenierte er zunächst die Dokumentation We’re Not the Jet Set. 1983 inszenierte er mit Angelo My Love seinen ersten Spielfilm. Für seinen Film Apostel! (1997), in dem er auch die Hauptrolle spielte, erhielt er zahlreiche Preise. Zwei weitere Filme unter seiner Regie folgten.
Duvall hatte viele Jahre lang keinen festen deutschen Synchronsprecher, von Anfang der 1970er Jahre bis zur Jahrtausendwende wurde er am häufigsten von Hartmut Reck und Norbert Langer gesprochen. Um das Jahr 2000 setzte sich schließlich Friedrich G. Beckhaus als Duvalls Standardstimme durch.

## Privatleben
Duvall ist zum vierten Mal verheiratet. Seine ersten drei Ehefrauen waren Barbara Benjamin (1964–1975), Gail Youngs (1982–1986) und Sharon Brophy (1991–1996). Seit 1997 lebt er mit seiner derzeitigen Gattin Luciana Pedraza zusammen, geheiratet haben sie 2004. Pedraza ist auf den Tag genau 41 Jahre jünger als er. Duvall hat keine Kinder. Sein Cousin Wayne Duvall (* 1958) ist ebenfalls Schauspieler.

## Politisches Engagement

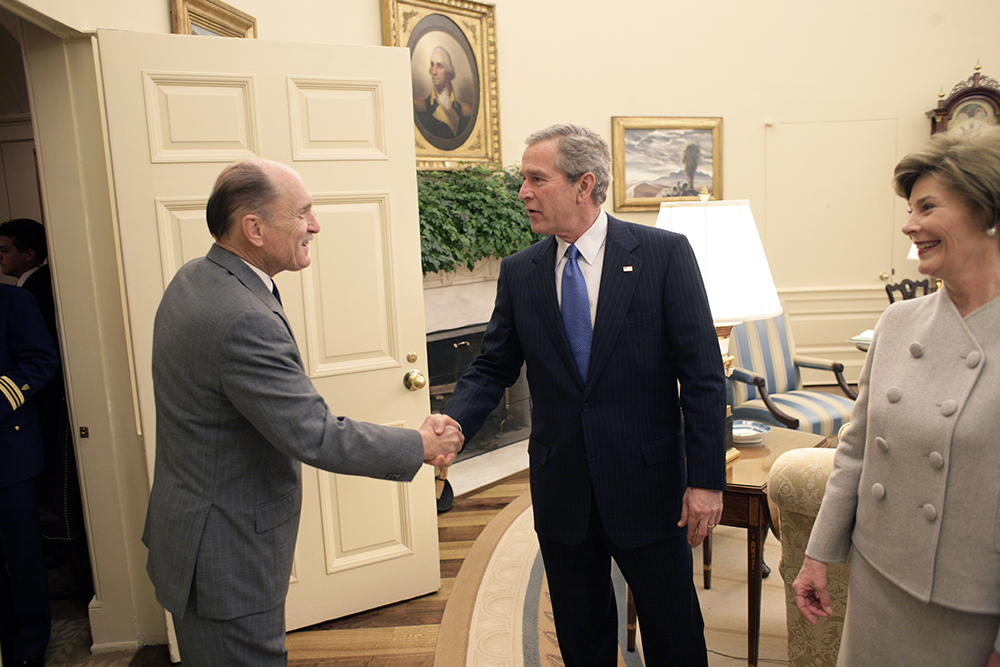
Duvall (links) mit US-Präsident George W. Bush, 2005

Duvalls politische Ansichten sind libertär und konservativ. Zu George W. Bushs Amtseinführung 2001 war er persönlich eingeladen. 2007 verkündete er öffentlich seine Unterstützung für die Präsidentschaftskandidatur des Republikaners Rudy Giuliani.
Am 7. September 2012 richtete Duvall in seinem Haus ein Fundraising für Mitt Romney aus, zu dem auch dessen Ehefrau Ann Romney erschien.

## Auszeichnungen (Auswahl)
Für seine Darstellung des Tom Hagen in Francis Ford Coppolas Der Pate erhielt Duvall 1973 eine Nominierung für den Oscar als bester Nebendarsteller, so auch 1979 für seine Darstellung des Lieutenant Colonel Kilgore in Apocalypse Now. Sein enormes Schaffenspensum in dieser Zeit wurde 1980 für Der große Santini erneut mit einer solchen Nominierung gewürdigt. 1984 wurde er für Comeback der Liebe schließlich mit dem Oscar als bester Hauptdarsteller ausgezeichnet. 1997 folgte eine weitere Nominierung als bester Hauptdarsteller für Apostel!, gefolgt von Nominierungen als bester Nebendarsteller 1999 für Zivilprozess und 2015 für Der Richter – Recht oder Ehre.

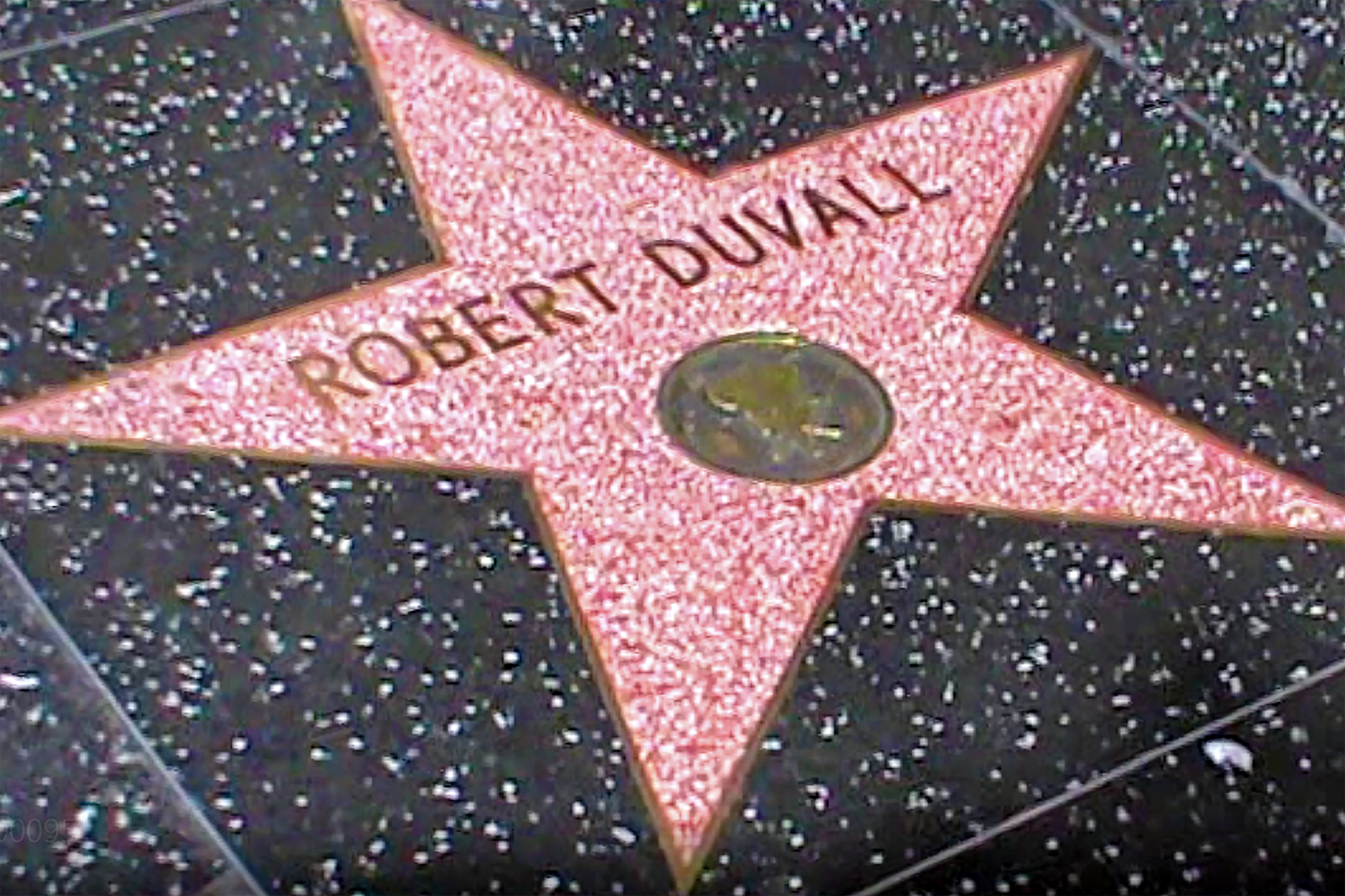
Duvalls Stern auf dem Hollywood Walk of Fame

Die American Society of Cinematographers ehrte ihn 1997 mit dem ASC President’s Award für sein Lebenswerk, für das ihm im selben Jahr auch das National Board of Review einen Preis zusprach. 1998 gewann er für Apostel! den Satellite Award als bester Darsteller in einem Drama. 1999 wurde er für Zivilprozeß als bester Nebendarsteller mit dem Screen Actors Guild Award ausgezeichnet. Am 18. September 2003 erhielt er einen Stern auf dem Hollywood Walk of Fame.
Für Apocalypse Now (Bester Nebendarsteller, 1980), Comeback der Liebe (Bester Hauptdarsteller – Drama, 1984), Weg in die Wildnis und Stalin (beide Bester Hauptdarsteller – Miniserie oder Fernsehfilm, 1990/1993) gewann Duvall viermal den Golden Globe. Außerdem wurde er nach drei erfolglosen Nominierungen im Jahr 2007 für die Rolle des Prentice „Print“ Ritter in dem Fernsehzweiteiler Broken Trail in der Kategorie Bester Hauptdarsteller in einer Miniserie oder einem Fernsehfilm mit dem Emmy ausgezeichnet.

## Filmografie (Auswahl)

### Als Schauspieler
- 1956: Die Hölle ist in mir (Somebody Up There Likes Me)
- 1959–1960: Armstrong Circle Theatre (Fernsehserie, zwei Folgen)
- 1960: Playhouse 90 (Fernsehserie, Folge 4x08)
- 1960: The Robert Herridge Theater (Fernsehserie, eine Folge)
- 1961: Great Ghost Tales (Fernsehserie, Folge 1x01)
- 1961: Cain’s Hundred (Fernsehserie, Folge 1x06)
- 1961: Shannon klärt auf (Shannon, Fernsehserie, Folge 1x10)
- 1961–1962: Gnadenlose Stadt (Naked City, Fernsehserie, vier Folgen)
- 1961–1963: Route 66 (Fernsehserie, drei Folgen)
- 1961–1965: Preston & Preston (The Defenders, Fernsehserie, drei Folgen)
- 1962: Alfred Hitchcock präsentiert (Alfred Hitchcock Presents, Fernsehserie, Folge 7x14)
- 1962: Wer die Nachtigall stört (To Kill A Mockingbird)
- 1963: Die Unbestechlichen (The Untouchables, Fernsehserie, Folge 4x17)
- 1963: Twilight Zone (The Twilight Zone, Fernsehserie, Folge 4x08)
- 1963: Die Leute von der Shiloh Ranch (The Virginian, Fernsehserie, Folge 1x24)
- 1963: Stoney Burke (Fernsehserie, Folge 1x23)
- 1963: Arrest and Trial (Fernsehserie, Folge 1x10)
- 1963: Captain Newman (Captain Newman, M.D.)
- 1963–1965: Auf der Flucht (The Fugitive, Fernsehserie, drei Folgen)
- 1964: The Lieutenant (Fernsehserie, Folge 1x25)
- 1964: Stunde der Entscheidung (Kraft Suspense Theatre, Fernsehserie, Folge 1x22)
- 1964: The Outer Limits (The Outer Limits, Fernsehserie, drei Folgen)
- 1965: Die Seaview – In geheimer Mission (Voyage to the Bottom of the Sea, Fernsehserie, Folge 1x20)
- 1965: Hetzjagd in Ketten (Nightmare in the Sun)
- 1965–1967: Combat! (Fernsehserie, drei Folgen)
- 1965–1969: FBI (The F.B.I., Fernsehserie, fünf Folgen)
- 1966: Ein Mann wird gejagt (The Chase)
- 1966: Bob Hope Presents the Chrysler Theatre (Fernsehserie, Folge 3x15)
- 1966: Hawk (Fernsehserie, Folge 1x06)
- 1966: Gefährlicher Alltag (Felony Squad, Fernsehserie, Folge 1x08)
- 1966: Shane (Fernsehserie, Folge 1x09)
- 1966: Fame Is the Name of the Game (Fernsehfilm)
- 1966–1967: T.H.E. Cat – Artist und Detektiv (T.H.E. Cat, Fernsehserie, zwei Folgen)
- 1967: Time Tunnel (The Time Tunnel, Fernsehserie, Folge 1x24)
- 1967: Countdown: Start zum Mond (Countdown)
- 1967: Cosa Nostra – Erzfeind des FBI (Cosa Nostra, Arch Enemy of the FBI, Fernsehfilm)
- 1967: Der Marshall von Cimarron (Cimarron Strip, Fernsehserie, Folge 1x08)
- 1967: Verrückter wilder Westen (The Wild Wild West, Fernsehserie, Folge 3x10)
- 1968: Flesh and Blood (Fernsehfilm)
- 1968: Wettlauf mit dem Tod (Run for Your Life, Fernsehserie, Folge 3x19)
- 1968: Judd for the Defense (Fernsehserie, Folge 1x24)
- 1968: Der Detektiv (The Detective)
- 1968: CBS Playhouse (Fernsehreihe, Folge 2x01)
- 1968: Bullitt
- 1969: Twen–Police (The Mod Squad, Fernsehserie, Folge 1x23)
- 1969: Liebe niemals einen Fremden (The Rain People)
- 1969: Der Marshal (True Grit)
- 1970: MASH
- 1970: The Revolutionary
- 1971: THX 1138
- 1971: Lawman
- 1972: Der Pate (The Godfather)
- 1972: Heute und morgen und in alle Ewigkeit (Tomorrow)
- 1972: Der große Minnesota-Überfall (The Great Northfield Minnesota Raid)
- 1972: Sinola (Joe Kidd)
- 1973: Diamantenlady (Lady Ice)
- 1973: Wie ein Panther in der Nacht (Badge 373)
- 1973: Revolte in der Unterwelt (The Outfit)
- 1974: Der Dialog (The Conversation)
- 1974: Der Pate – Teil II (The Godfather: Part II)
- 1975: Die Killer-Elite (The Killer Elite)
- 1975: Der Mann ohne Nerven (Breakout)
- 1976: Der Adler ist gelandet (The Eagle Has Landed)
- 1976: Network
- 1976: Kein Koks für Sherlock Holmes (The Seven-Per-Cent Solution)
- 1977: Ich bin der Größte (The Greatest)
- 1977: Der Pate: Die Saga (The Godfather: A Novel for Television, Fernsehvierteiler)
- 1978: Der Clan (The Betsy)
- 1978: Die Körperfresser kommen (Invasion of the Body Snatchers)
- 1979: Ike (Fernsehdreiteiler)
- 1979: Der große Santini (The Great Santini)
- 1979: Apocalypse Now
- 1980: Ike: The War Years (Fernsehfilm)
- 1981: Fesseln der Macht (True Confessions)
- 1981: Die Jagd (The Pursuit of D.B. Cooper)
- 1983: Comeback der Liebe (Tender Mercies)
- 1983: Marathon der Hoffnung (The Terry Fox Story, Fernsehfilm)
- 1984: The Stone Boy
- 1984: Der Unbeugsame (The Natural)
- 1985: Das Feuerschiff (The Lightship)
- 1986: Waylon Jennings: America (Kurzfilm)
- 1986: Belizaire – Der Cajun (Belizaire the Cajun)
- 1986: Holt Harry raus! (Let’s Get Harry)
- 1987: Killer Connection (Hotel Colonial)
- 1988: Colors – Farben der Gewalt (Colors)
- 1989: Weg in die Wildnis (Lonesome Dove, Fernsehminiserie)
- 1990: Die Geschichte der Dienerin (The Handmaid’s Tale)
- 1990: Die Stärke der Macht (A Show of Force)
- 1990: Tage des Donners (Days of Thunder)
- 1991: Die Lust der schönen Rose (Rambling Rose)
- 1991: Verdammte des Südens (Convicts)
- 1992: Newsies – Die Zeitungsjungen (Newsies)
- 1992: Die Pest (La Peste)
- 1992: Stalin (Fernsehfilm)
- 1993: Walter & Frank – Ein schräges Paar (Wrestling Ernest Hemingway)
- 1993: Falling Down – Ein ganz normaler Tag (Falling Down)
- 1993: Geronimo – Eine Legende (Geronimo: An American Legend)
- 1994: Schlagzeilen (The Paper)
- 1995: Power of Love (Something to Talk About)
- 1995: Der wunderliche Mr. Cox (The Stars Fell on Henrietta)
- 1995: Der scharlachrote Buchstabe (The Scarlet Letter)
- 1996: A Family Thing – Brüder wider Willen (A Family Thing)
- 1996: Phenomenon – Das Unmögliche wird wahr (Phenomenon)
- 1996: Sling Blade – Auf Messers Schneide (Sling Blade)
- 1996: Der Mann, der Eichmann jagte (The Man Who Captured Eichmann, Fernsehfilm)
- 1997: Apostel! (The Apostle)
- 1998: Gingerbread Man (The Gingerbread Man)
- 1998: Saturday Night Live (Fernsehserie, Folge 23x14)
- 1998: Deep Impact
- 1998: Zivilprozess (A Civil Action)
- 2000: Nur noch 60 Sekunden (Gone in Sixty Seconds)
- 2000: Shot at Glory – Das Spiel ihres Lebens (A Shot at Glory)
- 2000: The 6th Day
- 2002: Killing Moves (Assassination Tango)
- 2002: John Q – Verzweifelte Wut (John Q)
- 2003: Löwen aus zweiter Hand (Secondhand Lions)
- 2003: Gods and Generals
- 2003: Open Range – Weites Land (Open Range)
- 2005: The American Experience (Fernsehserie, Folge 17x10)
- 2005: Thank You for Smoking
- 2005: Fußballfieber – Elfmeter für Daddy (Kicking & Screaming)
- 2006: Broken Trail (Fernsehzweiteiler, zwei Folgen)
- 2007: Glück im Spiel (Lucky You)
- 2007: Helden der Nacht – We Own the Night (We Own the Night)
- 2008: Mein Schatz, unsere Familie und ich (Four Christmases)
- 2009: The Road
- 2009: Am Ende des Weges – Eine wahre Lügengeschichte (Get Low)
- 2009: Crazy Heart
- 2011: Sieben Tage in Utopia (Seven Days in Utopia)
- 2012: Jayne Mansfield’s Car
- 2012: Hemingway & Gellhorn (Fernsehfilm)
- 2012: Jack Reacher
- 2013: A Night in Old Mexico (Una noche en el viejo México)
- 2014: Der Richter – Recht oder Ehre (The Judge)
- 2015: Wild Horses
- 2016: Stürmische Ernte – In Dubious Battle (In Dubious Battle)
- 2018: Widows – Tödliche Witwen (Widows)
- 2021: 12 Mighty Orphans
- 2022: Hustle
- 2022: Der denkwürdige Fall des Mr Poe (The Pale Blue Eye)

### Als Regisseur
- 1974: We’re Not the Jet Set (Dokumentarfilm)
- 1983: Angelo My Love
- 1997: Apostel! (The Apostle)
- 2002: Killing Moves (Assassination Tango)
- 2015: Wild Horses

### Als Drehbuchautor
- 1983: Angelo My Love
- 1997: Apostel! (The Apostle)
- 2002: Killing Moves (Assassination Tango)
- 2015: Wild Horses

### Als Produzent
- 1983: Comeback der Liebe (Tender Mercies) (Co-Produzent)
- 1983: Angelo My Love
- 1996: A Family Thing – Brüder wider Willen (A Family Thing)
- 2000: Shot at Glory – Das Spiel ihres Lebens (A Shot at Glory)
- 2002: Killing Moves (Assassination Tango)
- 2004: Portrait of Billy Joe (Kurzfilm)
- 2009: Crazy Heart
- 2013: A Night in Old Mexico (Una noche en el viejo México)
- 2015: Wild Horses